# Good Agricultural And Collection Practice
Unter Good Agricultural And Collection Practice (Akronym: GACP, engl.: „Gute Praxis für die Sammlung und Anbau von Arzneipflanzen“) versteht man Richtlinien zur Qualitätssicherung bei der Gewinnung von pflanzlichen Ausgangsstoffen, die zur Herstellung pflanzlicher Arzneimittel eingesetzt werden sollen.

## Ziel
Ziel dieser Richtlinie ist die Sicherstellung einer hohen und gleichbleibenden Qualität des Pflanzenmaterials und der daraus hergestellten Arzneimittel.

## GACP-Richtlinie
Für pflanzliche Arzneimittel stellt die Sammlung oder der Anbau des Pflanzenmaterials den ersten Schritt der Arzneimittelherstellung dar. Die GACP-Richtlinie schließt die Lücke zwischen der Tätigkeit auf dem Feld und der industriellen Weiterverarbeitung zum Arzneimittel, die nach den Grundsätzen des GMP-Leitfadens, also der Good Manufacturing Practice, zu erfolgen hat.
Die GACP-Richtlinie ist wie folgt gegliedert:
1. Introduction (Einleitung)
2. General (Allgemeines)
3. Quality Assurance (Qualitätssicherung)
4. Personnel and Education (Personal und Schulung)
5. Buildings and Facilities (Gebäude und Einrichtungen)
6. Equipment (Ausrüstung)
7. Documentation (Dokumentation)
8. Seeds and Propagation material (Saat- und Pflanzgut)
9. Cultivation (Anbau)
10. Collection (Sammlung)
11. Harvest (Ernte)
12. Primary processing (erste Schritte der Verarbeitung)
13. Packaging (Verpackung)
14. Storage and Distribution (Lagerung und Vertrieb)